# 秦聚奎 (明朝)
秦聚奎（1553年—1627年），字仲默，湖廣漢陽府漢陽縣人。明朝政治人物。

## 生平
万历二十九年辛丑科進士，授江西绩溪县知县，调吴江，入为刑部山西司主事。万历三十八年大计京官，吏部尚书孙丕扬黜落祭酒汤宾尹、谕德顾天埈为首的宣黨、昆黨多人，其党大哗。于是刑部主事秦聚奎力攻丕扬，为宾尹等人分辩。孫丕揚因发聚奎前知绩溪、吴江时贪虐状，遂被革职闲住。熹宗时起授顺天府府丞，升府尹。魏忠贤子魏良弼封侯开府，欲广其居。秦聚奎抗疏不予其他。魏忠贤怒，夺职罢归。天启七年（1627年），崇祯帝即位后，征为太常寺卿，未赴任卒。卒年七十五。有《勿忘集》、《与还斋稿》、《闻见录》。